# Cypress (California)
Cypress, fundada en 1917, es una ciudad ubicada en el condado de Orange en el estado estadounidense de California. En el año 2020 tenía una población de 50,151 habitantes y una densidad poblacional de 2,927.99 personas por km². En esta ciudad nació en 1975 el golfista Tiger Woods.

## Geografía
Cypress se encuentra ubicada en las coordenadas 33°49′6″N 118°2′21″O / 33.81833, -118.03917. Según la Oficina del Censo, la ciudad tiene un área total de 17,1 km² (6,6 mi²), de la cual 16,9 km² (6,5 mi²) es tierra y 0,1 km² (0 mi²) (0.15%) es agua.

### Localidades adyacentes
El siguiente diagrama muestra a las localidades en un radio de 8 kilómetros (5 mi) de Cypress.

## Demografía
Según la Oficina del Censo en 2007 los ingresos medios por hogar en la localidad eran de $80,331, y los ingresos medios por familia eran $86,286. Los hombres tenían unos ingresos medios de $50,781 frente a los $36,337 para las mujeres. La renta per cápita para la localidad era de $25,798. Alrededor del 6.0% de la población estaban por debajo del umbral de pobreza.

## Educación
En una parte de la Ciudad de Cypress, el Distrito Escolar Unificado de Garden Grove gestiona escuelas públicas.